# Inga Schneider
Pour les articles homonymes, voir Schneider.
Inga Schneider, née Kesper le 22 septembre 1968 à Willingen, est une biathlète allemande, championne du monde de la course par équipes en 1992.

## Biographie
Pour ses débuts internationaux en 1987, elle est quatorzième de l'individuel des Championnats du monde. En 1988, elle se met en évidence dans la Coupe du monde, montant sur aon premier podium sur l'individuel de Ruhpolding. Aux Championnats du monde 1989, elle décroche la médaille de bronze à la course par équipes et se classe septième du sprint, son meilleur résultat individuel en grand championnat. En 1990, elle obtient un deuxième podium individuel en Coupe du monde à Walchsse et prend cette fois-ci la médaille d'argent aux Championnats du monde sur la course par équipes, discipline dans laquelle elle sort vainqueur peu après à Kontiolahti dans la Coupe du monde.
Aux Jeux olympiques d'hiver de 1992, elle est dixième du sprint et quinzième de l'individuel.
Aux Championnats du monde, elle remporte son seul titre sur la course par équipes en compagnie de Petra Bauer, Uschi Disl et Petra Behle. 

## Palmarès

### Jeux olympiques d'hiver
| Épreuve / Édition   | Individuel | Sprint | Relais |
| ------------------- | ---------- | ------ | ------ |
| JO 1992 Albertville | 15e        | 10e    | -      |

Légende :
- — : pas de participation à l'épreuve.

### Championnats du monde
| Épreuve     | 1987 à Lahti | 1988 à Chamonix | 1989 à Feistritz | 1990 à Oslo, Kontiolahti et Minsk | 1991 à Lahti |
| ----------- | ------------ | --------------- | ---------------- | --------------------------------- | ------------ |
| Individuel  | 14e          | 9e              | 28e              | 27e                               | 27e          |
| Sprint      | 28e          | 26e             | 7e               | 25e                               | 14e          |
| Relais      | -            | 5e              | -                | 8e                                | -            |
| Par équipes |              |                 | Bronze           | Argent                            | Or           |

### Coupe du monde
- 2 podiums individuels : 2 troisièmes places.
- 1 victoire en relais et 2 par équipes.